# زاغی
زاغی‌ها پرندگانی از خانواده کلاغان هستند که یکی از باهوش‌ترین جانوران به حساب می‌آیند. از جمله زاغی اوراسیایی، که نه فقط تنها پرنده، بلکه یکی از چند جانور غیرپستانداری است که می‌تواند تصویر خود را در آینه تشخیص دهد. اعضایی از تیره کلاغان که زاغی شناخته می‌شوند، گونه‌های سرده‌های کشکرک، زاغی‌های آبی، زاغی‌های سبز و کبودکشکرک می‌باشد. هرچند گه‌گاه برخی پرنده‌های دیگر از تیره‌های دیگر با نام زاغی شناخته می‌شوند. (مانند زاغی استرالیایی)

## رده‌بندی و گونه
این گروه، با اینکه در گذشته تک‌تباری شناخته می‌شد، یک گروه تک‌تبار نمی‌باشد.
زاغی‌های هام‌شمالگانی (سیاه و سفید)
- سردهٔ کشکرک
  - زاغی اوراسیایی، Pica pica
  - زاغی نوک‌سیاه، Pica hudsonia
  - زاغی نوک‌زرد، Pica nuttalli
  - زاغی خاوری، Pica sericea

زاغی‌های خاوری (آبی/سبز)
- سردهٔ زاغی‌های آبی
  - زاغی آبی تایوان Urocissa caerulea
  - زاغی آبی نوک‌سرخ، Urocissa erythrorhyncha
  - زاغی آبی نوک‌زرد، Urocissa flavirostris
  - زاغی بال‌سفید، Urocissa whiteheadi
  - زاغی آبی سری‌لانکا، Urocissa ornata
- سردهٔ زاغی‌های سبز
  - زاغی سبز معمولی، Cissa chinensis
  - زاغی سبز هندوچین، Cissa hypoleuca
  - زاغی سبز جاوه‌ای، Cissa thalassina
  - زاغی سبز بورنئو، Cissa jefferyi

زاغی‌های بال‌لاجوردی
- جنس کبودکشکرک
  - زاغی بال‌لاجوردی، Cyanopica cyanus
  - زاغی ایبریایی، Cyanopica cooki

## زاغی‌های دیگر
- زاغی سیاه، Platysmurus leucopterus، نه کشکرک است نه آن‌طور که مدتی طولانی باور شده بود، از جیجاق‌های بلوطی است؛ بلکه نوعی زاغی درختی (Treepie) است. زاغی‌های درختی گروهی از تیره کلاغان هستند که شباهت بسیاری با زاغی‌ها دارند.
- زاغی استرالیایی، Cracticus tibicen
- سینه سرخ پیسه، Copysychus، اعضای این سرده نیز، ظاهری شبیه زاغی دارند، ولی آنها به خانواده مگس‌گیران تعلق دارند و ربطی به کلاغ‌ها ندارند.

## زاغی در ایران
زاغی اوراسیایی، چند سالی است که به خاطر گستردگی رژیم خوراکی خود (غلات، دانه‌ها، میوه‌ها، سبزی و صیفی و گوشت پرندگان و جانوران دیگر) و نداشتن شکارچی در طبیعت ایران، شمارشان هر روز بیشتر می‌شود. این پرنده به خاطر خوردن جوجه پرندگان دیگر از جمله مرغ‌های خانگی، آسیب زدن به فرآورده‌های باغی و دسترنج کشاورزان و خرابکاری‌های ریز و درشت، مشکلات بسیاری در ایران پَدید آورده‌اند. از سوی دیگر خوردن تخم و جوجه پرندگان بومی ایران مانند کبک و تیهو، این پرنده را در کنار شکارچیان دیگر به دشمنی برای جمعیت این پرندگان تبدیل کرده است.